# 槐树林特场
槐树林乡，是中华人民共和国湖北省十堰市郧西县下辖的一个乡镇级行政单位。

## 行政区划
槐树林乡下辖以下地区：
药树坪村、范家坪村、槐树村、三岔村、仙姑洞村、钱铺村、罗坊沟村和石王沟村。